# Брылёво (деревня, Кувшиновский район)
Брылёво — деревня в Кувшиновском районе Тверской области России. Входит в состав Сокольнического сельского поселения.

## География
Деревня находится на западе центральной части Тверской области, на границе с Селижаровским районом, в зоне хвойно-широколиственных лесов, на расстоянии примерно 22 км (по прямой) к юго-западу от Кувшиново, административного центра района.
Севернее деревни проходит железнодорожная линия Октябрьской железной дороги «Торжок — Осташков». Недалеко от деревни протекает река Ворчала — крупнейший приток (правый) реки Большая Коша. Ближайшая деревня — Корчелово (4,5 км от ж/д станции).

### Климат
Климат характеризуется как умеренно континентальный, с прохладным летом и относительно мягкой зимой. Средняя температура воздуха самого холодного месяца (января) — −10 — −9 °C, средняя температура самого тёплого (июля) — 17 — 18°С. Годовое количество атмосферных осадков составляет около 540—750 мм, из которых большая часть выпадает в тёплый период. Среднегодовая скорость ветра варьирует в пределах от 3,5 до 4,2 м/с.

## Население
| 2008 | 2010 |
| ---- | ---- |
| 28   | ↘24  |

## Транспорт
Деревня доступна автотранспортом по просёлочной дороге. В 2 км от деревни — станция Брылёво (посёлок Брылёво) — код 06862.